# Katrin Heinze
Katrin Heinze – verheiratet Katrin Franke – (* 18. September 1968) ist eine deutsche Tischtennisspielerin. Sie gehörte in den 1980er Jahren zu den besten Spielerinnen der DDR und gewann 1990 die letzte DDR-Meisterschaft im Doppel.

## Werdegang
Bei den nationalen Meisterschaften der DDR gewann Heinze zusammen mit Anke Heinig 1988, 1989 und 1990 den Doppelwettbewerb. Sie spielte im Verein BSG Lokomotive Leipzig-Mitte, mit dessen Damenmannschaft sie von 1986 bis 1990 fünf Mal hintereinander DDR-Mannschaftsmeister wurde.
Da sich die DDR ab 1972 im Tischtennis als Folge des Leistungssportbeschlusses international abkapselte, hatte Katrin Heinze keine Gelegenheit, sich international zu profilieren.
Nach der Wende spielte Heinze zunächst mit den Reinickendorfer Füchsen (1991–1993) in der 2. Bundesliga. Von 1993 bis 1998 war sie beim SV Dresden-Mitte 1950 aktiv, danach wechselte sie zum TTC 1956 Colditz in die Oberliga. Hier spielt sie noch heute unter ihrem Ehenamen Katrin Franke.
2010 holte Franke zusammen mit Anke Heinig den Titel im Doppel bei den Deutschen Seniorenmeisterschaften in Berlin.